# Carolina Benvenga
Carolina Victoria Benvenga (Roma, 10 gennaio 1990) è un'attrice, conduttrice televisiva e cantante italiana.

## Biografia
Debutta nel 2005 con un episodio del film Tickets, una coproduzione internazionale diretta da Ermanno Olmi, Abbas Kiarostami e Ken Loach. Nello stesso anno interpreta il ruolo di Rossana nel film TV La luna e il lago, diretto da Andrea Porporati e trasmesso il 9 aprile 2006 da Rai 1.
Nel 2007 ritorna sul piccolo schermo con Io e mamma, miniserie TV di Canale 5 in 6 puntate, in cui ha il ruolo di Betta, figlia e nipote di Stella ed Eleonora, interpretate rispettivamente da Amanda Sandrelli e Stefania Sandrelli, partecipa alle miniserie Nebbie e delitti 2, in onda su Rai 2. L'anno successivo appare nuovamente su Rai 2 con la miniserie Zodiaco e appare prima su Joi di Mediaset Premium e poi su Canale 5 nella miniserie I liceali, nel ruolo di Elena Cicerino.
Nel 2009 è co-conduttrice, assieme ad Andrea Dianetti, del programma Staraoke, in onda su Cartoon Network e, nel 2010, su Boing.
Nel maggio del 2010 ritorna sul grande schermo con il film Una canzone per te, opera prima del regista Herbert Simone Paragnani, in cui interpreta il ruolo di Irene, una ragazza benestante in eterna competizione con il protagonista del film, interpretato da Emanuele Bosi. Successivamente recita il ruolo di Carolina Ferrari nella seconda stagione della miniserie televisiva Anna e i cinque, diretta da Franco Amurri, con Sabrina Ferilli e Pierre Cosso.
Nel luglio 2011 si diploma presso l'ACT Multimedia. Come progetto di chiusura biennio, porta in scena insieme ai suoi colleghi di corso, l'opera teatrale Trilogia del rivedersi scritta da Botho Strauß, riadattata e diretta da Alvaro Piccardi.
Dal 18 luglio 2012 conduce il programma televisivo di successo La posta di YoYo, in onda tutti i giorni, dal lunedì al venerdì su Rai Yoyo, oltre a diversi speciali dello Zecchino d'Oro. Su Rai Gulp conduce anche i programmi Tiggì Gulp, La TV Ribelle e Gulp Girl. 
Prende parte agli speciali per il cinema, prodotti dalla Warner Bros., dei cartoni animati Peppa Pig e Masha e Orso.
Nel 2019 grazie ad una collaborazione con Sony Music e Studio Bozzetto &Co esce il suo primo album, un progetto musicale di baby dance per YouTube Kids intitolato Carolina e Topo Tip - Balla con noi!.
Nel 2020, durante l'emergenza sanitaria COVID-19 conduce insieme ad Armando Traverso, il programma di informazione dedicato a tutta la famiglia Diario di casa in onda anche su Rai 1 e Rai 2.
Nell'inverno del 2022/2023 è in concerto col suo primo tour natalizio "Un Natale Favoloso... a Teatro". Dato il grande successo del primo, un secondo tour natalizio andrà in scena nell'inverno 2023/2024
Conduce la 66ª edizione dello Zecchino d'Oro 2023 e la 67ª dello Zecchino d'Oro 2024.

## Vita privata
Lei e il compagno Riccardo Sciré il 19 giugno 2023 sono diventati genitori della loro figlia Angelina.

## Filmografia

### Cinema
- Secondo episodio di Tickets, regia di Abbas Kiarostami (2005)
- Una canzone per te, regia di Herbert Simone Paragnani (2010)
- Solo un bacio, regia di Simone Petralia – cortometraggio (2012)
- Peppa Pig in giro per il mondo (2016)
- Masha e Orso - Nuovi amici (2017)
- Carolina e Topo Tip - Il mistero di Halloween, regia di Charlie Tango (2020)
- Pigiama Party! Carolina e Nunù alla Grande Festa dello Zecchino d'Oro (2024)

### Televisione
- La luna e il lago, regia di Andrea Porporati – film TV (2006)
- Io e mamma – miniserie TV (2007)
- Nebbie e delitti – serie TV, episodio 2x05 (2007)
- Zodiaco – miniserie TV (2008)
- I liceali – serie TV, 10 episodi (2008-2009)
- Anna e i cinque – serie TV, 6 episodi (2011)

### Doppiatrice
- Cattivissimo me 4, regia di Chris Renaud (2024) – Lucy Wilde

### Videoclip
- Batticuore di Mitch e Squalo (2008)

## Programmi televisivi
- Staraoke  (Cartoon Network, 2009, Boing, 2010)[3]
- La posta di YoYo (Rai Yoyo, dal 2012)
- Tiggì Gulp (Rai Gulp, 2012)
- Speciale Festa dei Nonni dell'Antoniano (Rai Yoyo, 2012, 2016)
- Speciale Natale con Yoyo (Rai Yoyo, 2012, 2015)
- Natale con YoYo - Le Piccole Cose Belle del Natale (Rai YoYo, 2012)
- La TV Ribelle (Rai Gulp, 2013)
- Speciale Festa del Papà dell'Antoniano (Rai Yoyo, 2015-2017)
- Speciale Festa della Mamma dell'Antoniano (Rai Yoyo, 2015-2017)
- Gulp Girl (Rai Gulp, 2016)
- Feste di Natale con Yoyo (Rai Yoyo, 2016)
- Diario di casa - Il coronavirus spiegato ai bambini (Rai 1, 2020)
- Gli obiettivi globali (Rai Yoyo, 2020)
- Zecchino d'Oro (Rai 1, 2023-2024)

## Teatro
- Trilogia del rivedersi, regia di Alvaro Piccardi – Teatro Quirino di Roma, ruolo di Ruth (2011)
- Un Natale favoloso... a teatro, regia di Morena D'Onofrio (2022)[8]
- Un'estate favolosa, regia di Morena D'Onofrio (2024)

## Discografia

### Album
- 2019 – Carolina e Topo Tip - Balla con noi!
- 2021 – Carolina e Topo Tip - Summer Baby Dance
- 2022 – Carolina e Topo Tip - Un Natale favoloso
- 2024 – Christmas Dance con Carolina

### EP
- 2020 – Carolina e Topo Tip: tutti su le mani

### Singoli
- 2019 – Gigibabalulù (cover)
- 2019 – Pesciolino Dance (cover)
- 2019 – Veo Veo (cover versione italiana)
- 2019 – Baby Shark (cover)
- 2019 – Radio criceto 33 (cover)
- 2019 – Il Katalicammello (cover)
- 2019 – Il gatto e la volpe (cover)
- 2019 – Il coccodrillo come fa? (cover)
- 2019 – Christmas Dance
- 2020 – Bumbum Chacha
- 2020 - Il gatto puzzolone
- 2020 – Tutti su le mani
- 2020 – Bagunsa
- 2021 – Il ballo dei pinguini
- 2021 – Il ballo della colazione
- 2021 – Tanti auguri
- 2021 – Nel mare blu
- 2021 – La danza della spiaggia
- 2021 – Kumbatia
- 2021 – Elfi
- 2021 – Un Natale Favoloso
- 2022 – La Pinna
- 2022 – Chihuahua
- 2022 – Mummia mambo
- 2022 – Viva la Befana
- 2023 – Simsalabim
- 2023 – Un poco di zucchero (cover)
- 2023 – Viva la mamma
- 2023 – Piripiriteo (cover)
- 2023 – Supercalifragilistichespiralidoso (cover)
- 2023 – Babbo Dance
- 2023 – Elfi Combinaguai':
- 2023 – Babbo Dance
- 2024 – Quando è carnevale
- 2024 – Supermamma
- 2024 – La zanzarita
- 2024 – La festa dell'oceano
- 2024 – L'orchestra degli animali
- 2024 – La notte delle streghe
- 2024 – L'orso Bobo
- 2024 – La notte di Natale
- 2024 – Natale per sempre
- 2025 – Carnevale
- 2025 – Superpapi
- 2025 – Mosca Loca

## Opere
- Carolina Benvenga, Il sogno di Simone, illustrazioni di Ma pe, Milano, Paoline, 2021, ISBN 978-88-315-5399-5.
- Carolina Benvenga, Il girotondo delle stagioni, collana Electa Kids, Milano, Mondadori libri, 2022, ISBN 978-88-918-3703-5.
- Carolina Benvenga, La musica del gioco, Milano, Electa Kids, 2023, ISBN 978-88-918-3702-8.